# Josep Casagualda Busquets
Josep Casagualda Busquets (Reus segle xix - segle xx) va ser un advocat i polític català, jutge i dues vegades alcalde de Reus.
D'ideologia monàrquica, era un dels membres destacats a Reus del Partit Liberal Fusionista dirigit per Práxedes Mateo Sagasta, s'havia llicenciat en Dret a la Universitat de Barcelona i el 1885 era jutge titular del Jutjat de Primera Instància a Reus.
Regidor a l'Ajuntament de Reus, a finals de 1901, després de les eleccions municipals celebrades el mes de novembre, va ser nomenat alcalde de la ciutat per Reial Ordre. Li va donar possessió Josep M. Borràs Sardà, alcalde de la ciutat després de la dimissió al mes de maig de Pau Font de Rubinat, que havia estat rehabilitat el mes d'abril. L'1 de gener de 1902 va prendre possessió del càrrec. Durant la sessió, diversos regidors van protestar pel nomenament de l'alcalde mitjançant una reial ordre per atemptar contra l'autonomia municipal, però van considerar encertat el nomenament de Casagualda. L'alcalde va reorganitzar la banda municipal, sota la direcció d'Estanislau Mateu Mas, va autoritzar la construcció de la sucursal del Banc d'Espanya als terrens de l'antic Teatre Principal. A principis de 1903, degut a la situació política general, quan José Canalejas surt del govern de Madrid i puja Sagasta, i pels conflictes obrers a la ciutat, amb una vaga general que va provocar acomiadaments i fam, Casagualda presenta la dimissió del càrrec. El substitueix Enric Oliva Julià.
L'any 1905, al mes d'agost, torna a ser nomenat alcalde de Reial Ordre, substituint a Jerónimo Marín Luis. Va organitzar un homenatge a Josep Güell i Mercader, que havia mort aquell any, i va buscar solucions a la falta d'aigua a la ciutat, projectant la construcció d'un diposit a la Boca de la Mina. L'1 de gener de 1906 es van incorporar a l'ajuntament els regidors elegits al novembre de 1905, la majoria del Partit Possibilista, d'ideologia republicana, i en aquella sessió es va elegir per unanimitat a Josep Casagualda com a alcalde. Josep Briansó, cap dels republicans, va dir: «Un ajuntament republicà ha elegit un alcalde monàrquic, i ho ha fet pel bé de la ciutat».
Durant el 1906 i en anys posteriors l'alcalde va propiciar les obres públiques, per pal·liar l'atur que hi havia a la ciutat. Es van iniciar les obres de l'Estació Enològica i es van empedrar diversos carrers de la ciutat, com ara la Plaça de Prim i el tomb de ravals.
L'any 1909, l'1 de juliol, van prendre possessió els nous regidors, i Casagualda va donar possessió del càrrec d'alcalde a Enric Oliva Julià, nomenat per Reial Ordre, entre les protestes dels regidors republicans.
Casagualda va anar a viure a Barcelona, al Passeig de Gràcia, on va exercir d'advocat i l'any 1921 formava part de la Comissió Interventora d’Accionistes del Banc de Barcelona, que havia fet fallida.